# Oscylacja ścian klatki piersiowej z dużą częstotliwością
Oscylacja ścian klatki piersiowej z dużą częstotliwością, HFCWO (od ang. high-frequency chest wall oscillation) – fizjoterapeutyczna technika mechanicznego wspomagania procesu oczyszczania drzewa oskrzelowego.
Zabieg wykonywany jest za pomocą pneumatycznej kamizelki obejmującej klatkę piersiową i połączonej z urządzeniem umożliwiającym szybkie pompowanie i wypompowywanie powietrza. Generowany w ten sposób powtarzalny ucisk, z następowym jego zwolnieniem, powoduje przepływ powietrza w drogach oddechowych, co ułatwia ich drenaż.
Od 1998 roku urządzenie jest zatwierdzone przez amerykańską Agencję Żywności i Leków do stosowania w fizjoterapii układu oddechowego przy chorobach przebiegających z gromadzeniem się i zaleganiem śluzu w drogach oddechowych (astma oskrzelowa, mukowiscydoza) oraz niedodmie i zapaleniu płuc. Pierwsza komercyjna kamizelka do HFCWO pojawiła się na rynku w roku 1990.